# Anémie macrocytaire
 (janvier 2019).
 Mise en garde médicale
Une anémie macrocytaire est  une concentration sanguine insuffisante en hémoglobine dans laquelle les globules rouges (érythrocytes) sont plus grands que leur volume normal. Le terme macrocytaire vient des mots grecs qui signifient "grande cellule". Le volume érythrocytaire normal chez l'homme est d'environ 80 à 100 femtolitres (fL= 1 × 10−15 L). En termes métriques, la taille est donnée en micromètres cubes équivalents (1 µm3 = 1 fL). La macrocytose est la condition pathologique d'avoir des érythrocytes qui sont, en moyenne, trop gros. En revanche, dans l'anémie microcytaire, les érythrocytes sont plus petits que la normale. 
Dans une anémie macrocytaire, les plus gros globules rouges sont toujours associés à un nombre insuffisant de cellules et, souvent, à un contenu en hémoglobine par cellule également insuffisant.  Ces deux facteurs agissent à l'opposé de la taille plus grande des cellules et aboutissent à une concentration totale en hémoglobine dans le sang inférieure à la normale (c.-à-d. une anémie). 
L'anémie macrocytaire n'est pas une maladie au sens d'une pathologie unique, mais plutôt une condition. En tant que tel, il s'agit du nom de classe d'un ensemble de pathologies produisant à peu près la même anomalie des globules rouges. On connaît de nombreuses pathologies spécifiques qui entraînent des anémies de type macrocytaire. Certaines d'entre elles produisent des modifications légèrement différentes dans les cellules sanguines qui sont détectables à partir de la morphologie des globules rouges et blancs, et d'autres ne peuvent être détectés que par des tests chimiques. 

## Types d'anémies macrocytaires

### Anémies mégaloblastiques (troubles de la réplication de l'ADN)
Les anémies mégaloblastiques sont l'une des principales causes des anémies macrocytaires, dans lesquelles les cellules sont plus grandes parce qu'elles ne peuvent pas produire l'ADN assez rapidement pour se diviser au bon moment pendant qu'elles se développent et grandissent donc trop avant leur division. Les causes du problème de synthèse de l'ADN vont du manque de certaines vitamines nécessaires à la production d'ADN (notamment le folate ou vitamine B9 et la vitamine B12 ), aux poisons ou aux inhibiteurs de la réplication de l'ADN, tels que certains types de médicaments antiviraux et d'agents chimiothérapeutiques. Classiquement, ces anémies mégaloblastiques sont également associés à des caractéristiques plus spécifiques, telles que les mégaloblastes dans la moelle osseuse, la présence d'ovalocytes dans le frottis sanguin et la présence pathognomonique de neutrophiles hypersegmentés[réf. nécessaire].

### Troubles de la membrane érythrocytaire produisant des codocytes
D'autres troubles qui provoquent une macrocytose sans problèmes de réplication d'ADN (à savoir, anémies macrocytaires non-megaloblastiques), sont des troubles associés à l'augmentation de la superficie de la surface de la membrane des globules rouges, tels que les pathologies du foie et de la rate qui produisent des codocytes ou « cellules cibles » qui ont une concentration centrale de l'hémoglobine entourée d'une pâleur (zone mince) puis d'une anneau plus épais d'hémoglobine au bord de la cellule[réf. nécessaire].

### L'alcool
Les macrocytes ronds qui ne sont pas des codocytes sont produits dans un alcoolisme chronique (qui produit une macrocytose légère même en l'absence de carence en vitamines), apparemment comme un effet directement toxique de l'alcool sur la moelle osseuse. 

### Association avec le renouvellement rapide des globules rouges et la réticulocytose
La macrocytose bénigne est une affection fréquente associée à une restauration ou une production sanguine rapide, car en général, les globules rouges « frais » ou nouvellement produits (réticulocytes) sont plus grands que la taille moyenne (moyenne), en raison du retrait lent des cellules normales par vie cellulaire en circulation.  Ainsi, la maladie pulmonaire obstructive chronique (MPOC) encore appelée bronchopneumopathie chronique obstructive (BPCO), dans laquelle les globules rouges sont rapidement produits en réponse à de faibles taux d'oxygène dans le sang, produit souvent une macrocytose modérée.  En outre, le remplacement sanguin rapide de la moelle après une perte de sang traumatique, ou le renouvellement rapide des globules rouges à la suite d'une hémolyse rapide (déficit en G6PD), produit souvent une macrocytose légère lors de l'anémie associée. 

## Voir également
- Liste des pathologies du système circulatoire